# Лук чёрно-красный
Лук чёрно-красный (лат. Allium atrosanguineum) — многолетнее травянистое растение, вид рода Лук (Allium) семейства Луковые (Alliaceae).

## Ареал и места обитания
Произрастает в Азии: в Китае, Сибири, Монголии и Центральной Азии. Произрастает высоко в горах на высоте 2400–5400 м, на каменистых и мелкоземистых местах в альпийском и субальпийском поясах гор, нередко огромными зарослями.

## Описание
Многолетнее травянистое растение.
Луковица одиночная или гроздевидная, цилиндрическая, 5–10 мм в диаметре. Стрелки округлые в сечении, высотой до 60 см.
Листья дудчатые, округлые в поперечном сечении, обычно короче стрелок, в числе 1–3, 5–8 мм шириной.
Издалека зонтики кажутся сферическими, обычно из 6–15 цветков, с неравными цветоножками. Листочки околоцветника розовые, жёлтые, медные, латунные или фиолетовые, иногда с небольшими тёмными пятнами. Тычиночные нити в 2–3 раза короче околоцветника, почти на 1/2 с последним и на 2/3 между собой сросшиеся, внутренние в 1,5 раза шире наружных, иногда двузубчатые.

## Разновидности
Общепризнаны три разновидности:
- Allium atrosanguineum var. atrosanguineum — листочки околоцветника пурпурно-красные с мелкими пятнами — западный Китай (Цинхай, Сычуань, Синьцзян), Средняя Азия (Казахстан, Кыргызстан, Таджикистан, Узбекистан, Афганистан), Пакистан, Сибирь (Тува, Бурятия, Красноярск, Забайкальский край), Монголия.
- Allium atrosanguineum var. fedschenkoanum (Regel) GHZhu & Turland[7] — листочки околоцветника бледно-жёлтые или розовые — Средняя Азия (Казахстан, Кыргызстан, Таджикистан, Узбекистан, Афганистан), Пакистан, Тибет, Синьцзян.
- Allium atrosanguineum var. tibeticum (Regel) GHZhu & Turland[7] — листочки околоцветника медного или латунного цвета — Западный Китай (Тибет, Ганьсу, Цинхай, Сычуань, Юньнань).